# Castello-Molina di Fiemme
Castello-Molina di Fiemme – miejscowość i gmina we Włoszech, w regionie Trydent-Górna Adyga, w prowincji Trydent.
Według danych na rok 2004 gminę zamieszkiwały 2064 osoby, 38,2 os./km².